# Вампирите срещу Бронкс
„Вампирите срещу Бронкс“ (на английски: Vampires vs. the Bronx) е американска комедия на ужасите от 2020 г. на режисьора Оз Родригез, който е съсценарист с Блейз Хемингуей. Филмът последва група тийнейджъри, които са принудени да защият квартала в Бронкс от нашествие на зомбита. Във филма участват Джейдън Майкъл, Джералд Джоунс III, Грегъри Диаз IV, Сара Гейдън, Метод Мен, Шей Уигъм и Коко Джоунс. Филмът е пуснат в Netflix на 2 октомври 2020 г.